# Rallye Šumava 2011

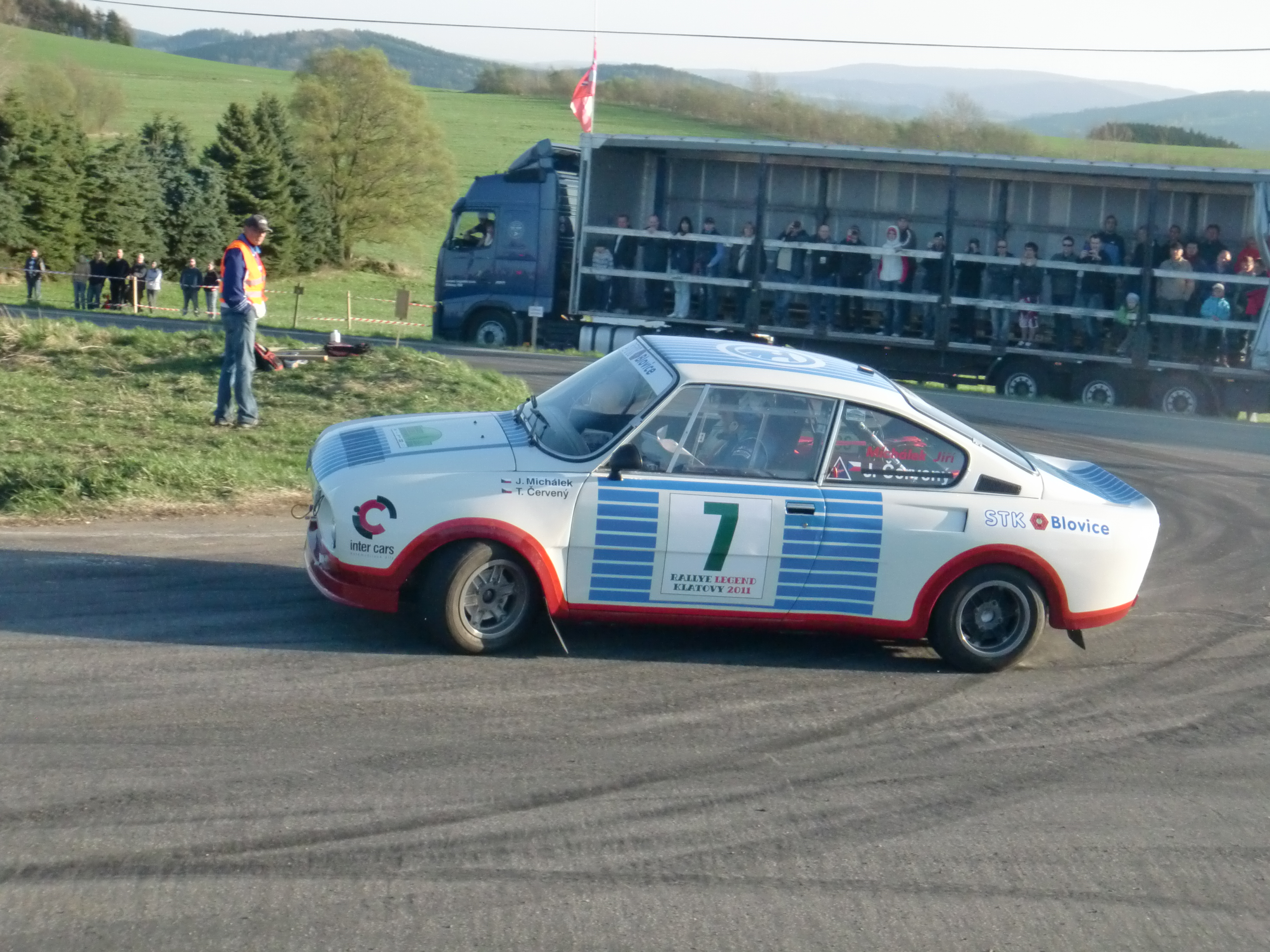
Škoda 130 RS z kategorie veteránů na prvním testu

Rallye Šumava 2011 je název druhého podniku šampionátu Mezinárodní mistrovství České republiky v rallye 2011. Soutěž byla zrušena po tragické havárii, kdy vůz číslo 22 Jiřího Skoupila havaroval na druhém testu a jezdec na místě zemřel. Žádné výsledky nebyly započítány.
Již před oficiálním zrušením soutěže se většina ostatních jezdců rozhodla ze soutěže odstoupit.